# Ibolya Fekete
Ibolya Fekete (anhörenⓘ; * 23. Januar 1951 in Pásztó, Ungarn) ist eine ungarische Filmregisseurin und Drehbuchautorin.

## Werdegang
Nach erfolgreichem Abschluss ihres Studiums der ungarischen und russischen Literatur und Linguistik an der Debrecener Lajos-Kossuth-Universität im Jahr 1976 arbeitete Ibolya Fekete ab 1980 zunächst als Drehbuchautorin, u. a. für György Szomjas, bevor sie 1990 auch als Dramaturgin für das Hunnia-Filmstudio, eines der vier unter dem Dach von Mafilm vereinten ungarischen Filmstudios, zu arbeiten begann und im gleichen Jahr mit ihrem Dokumentarfilm „Berlinből Berlinbe“ als Filmregisseurin debütierte.
Seit 2003 an der Budapester Filmakademie lehrend, ist sie momentan außerdem Gastdozentin an der Sapientia Hungarian University of Transylvania in Cluj-Napoca, Rumänien.

## Filmografie
- 1985 „Falfúró“ (Wall Driller), Spielfilm von György Szomjas, 100 min – Co-Drehbuch
- 1986 „Mr. Universe“ (Mr. Universe), Spielfilm von György Szomjas, 98 min – Drehbuch
- 1989 „Könnyű vér“ (Fast and Loose), Spielfilm von György Szomjas, 87 min – Drehbuch[4]
- 1989–1990 „Berlinből Berlinbe“ (Berlin and Back), Dokumentarfilm, 53 min – Regie
- 1991–1992 „Az apokalipszis gyermekei I-II“ (Children of the Apocalypse I-II), Dokumentarfilm, 120 min – Regie
- 1996 „Bolse vita“ (Bolshe Vita), Spielfilm, 97 min – Regie, Drehbuch[5]
- 1997 „Négy dal Kelet-Európából“ (Four songs from Eastern Europe), Dokumentarfilm, 22 min – Regie[6]
- 2001 „Chico“ (Chico), Spielfilm (HU/DE/HR/CL), 102 min – Regie, Drehbuch[7]
- 2001 „Dokumentátorok“ (Documentaries), Dokumentarfilm, 41 min – Regie
- 2002 „Simó Sándor“ (Sándor Simó), Dokumentarfilm, 40 min – Regie
- 2004 „Utazások egy szerzetessel“ (Journeys with a Monk), Dokumentarfilm, 65 min – Regie[8]
- 2005 „A Mester és Margarita“ (The Master and Margarita), TV-Kurzfilm, 26 min – Regie
- 2007 „Csángók“ (The Csangós), Dokumentarfilm, 91 min – Regie
- 2015 „Anyám és más futóbolondok a családból“ (Mom and Other Loonies in the Family), Spielfilm (HU/DE/BG), 113 min – Regie, Drehbuch[9][10]

## Preise
- 1996 „Bolse vita“
  - 1996 Debütfilmpreis der Ungarischen Filmschau Budapest
  - 1996 Gene-Moskowitz-Preis der ausländischen Filmkritik der Ungarischen Filmschau Budapest
  - 1996 Hauptpreis und Preis der FIPRESCI beim Internationalen Filmfestival Sotschi
  - 1996 Hauptpreis und Don-Quixote-Preis beim Festival des Jungen Osteuropäischen Films Cottbus
  - 1996 Satyajit-Ray-Preis des Filmfestivals London
  - 1996 Sonderpreis des Europaparlaments beim Prix-Europa-Festival Berlin
  - 1996 Hauptpreis des Lubuser Filmsommers Łagów, Polen
  - 1997 Hauptpreis des Europäischen Debütfilmfestivals Angers, Frankreich
- 1997 László-B.-Nagy-Preis der ungarischen Filmkritik
- 1997 Béla-Balázs-Preis des ungarischen Kulturministeriums
- 2001 „Chico“
  - 2001 Ökumenischer Preis und Preis für die beste Regie beim Internationalen Filmfestival Karlovy Vary
  - 2002 Bester Spielfilm und Preis der türkischen Filmkritik beim Rendezvous Istanbul International Film Festival
  - 2002 Hauptpreis des Lubuser Filmsommers Łagów, Polen
  - 2002 Hauptpreis der Ungarischen Filmschau Budapest
  - 2002 Preis des Freedom Film Festivals Berlin
  - 2003 Regiepreis der ungarischen Filmkritik
- 2005 „Utazások egy szerzetessel“
  - 2005 Preis des ungarischen Ministeriums für Jugend, Familie und Soziales
  - 2007 Spezialpreis der Jury beim Houston Worldfest, USA
- 2015 „Anyám és más futóbolondok a családból“
  - 2015 Preis der ungarischen Filmkritik für das beste Drehbuch